# Église Saint-Gabriel de Veliki Radinci
Pour les articles homonymes, voir Église Saint-Gabriel.
L'église Saint-Gabriel de Veliki Radinci (en serbe cyrillique : Српска православна црква Светог арханђела Гаврила у Великим Радинцима ; en serbe latin : Srpska pravoslavna crkva Svetog arhanđela Gavrila u Velikim Radincima) est une église orthodoxe serbe située à Veliki Radinci en Serbie, sur le territoire de la ville de Sremska Mitrovica et dans la province de Voïvodine. Construite en 1780, elle est inscrite sur la liste des monuments culturels de grande importance de la république de Serbie (identifiant no SK 1313).

## Présentation

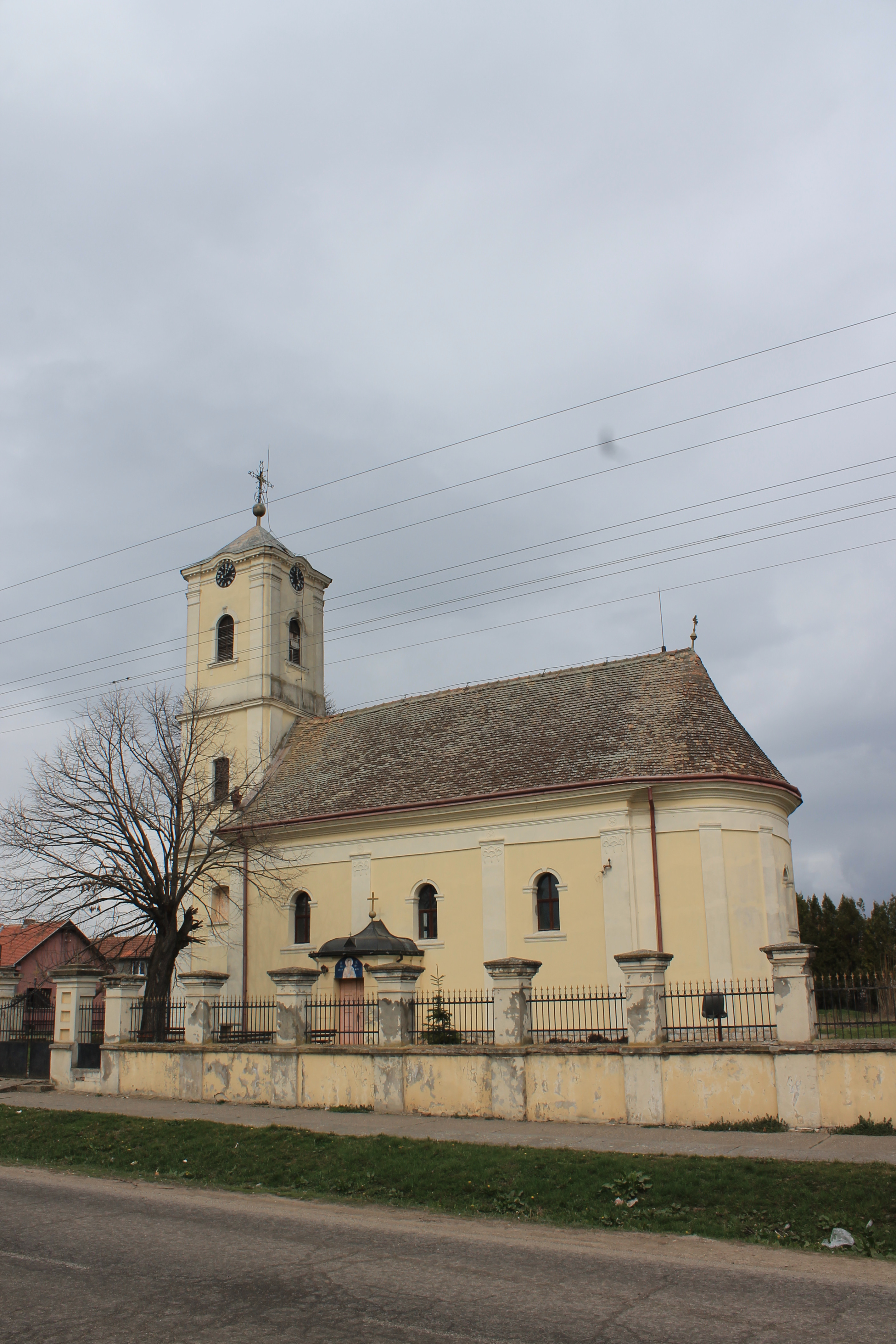
Autre vue de l'église.

L'église Saint-Gabriel a été construite en 1780 à l'emplacement d'une église plus ancienne. Elle est constituée d'une nef unique prolongée par une abside ; à l'ouest, elle est dominée par un clocher baroque, détruit pendant la Seconde Guerre mondiale et reconstruit par la suite. Horizontalement, les façades sont rythmées par un socle et par une corniche moulurée courant au-dessous du toit ; des pilastres animent l'ensemble ; elles sont dotées de fenêtres très simples en plein cintre.
L'iconostase, réalisée par un sculpteur inconnu, mêle les styles baroques et classiques ; elle a été créée à la fin du XVIIIe siècle et peinte en 1792 par Jakov Orfelin, l'un des peintres serbes les plus réputés de cette époque. Orfelin est également l'auteur de l'icône de saint Jean-Baptiste, réalisée pour le trône de l'évêque.

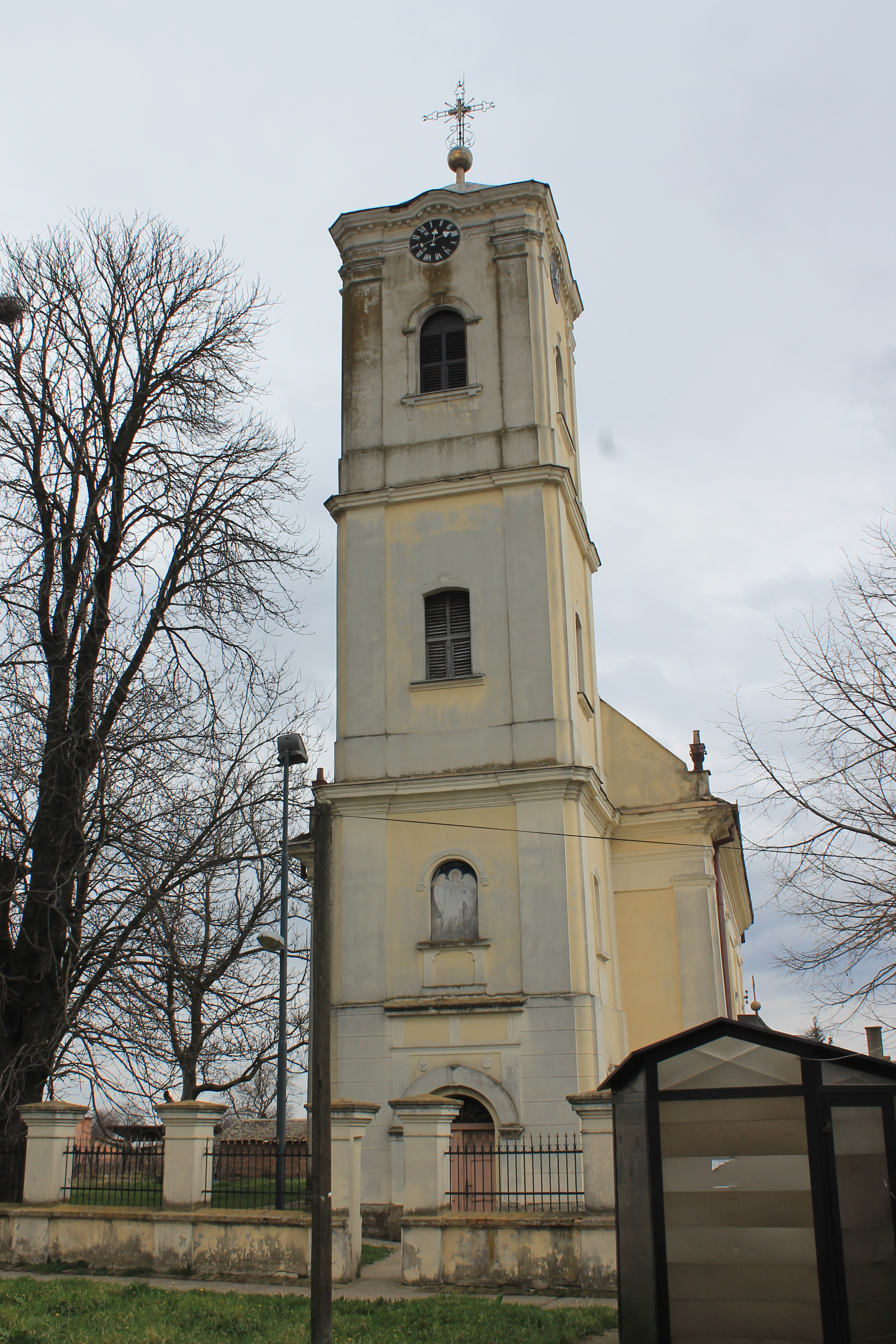
Autre vue de l'église.

L'église a été restaurée en 2000.